# Jeenur, Manvi
Jeenur là một làng thuộc tehsil Manvi, huyện Raichur, bang Karnataka, Ấn Độ.